# Bonn (district urban)
Districtul urban Bonn este cel mai mare district din orașul Bonn, Nordrhein-Westfalen, Germania